# Toni Polster
Anton „Toni” Polster (n. 10 martie 1964 în Viena) este un fost jucător de fotbal austriac, retras din activitate.

## Premii obținute
- Gheata de aur (19)